# Duhomard
Duhomard est une marque de boisson apéritive, composée essentiellement de vermouth aromatisé au quinquina, qui se décline en plusieurs saveurs. Elle est créée par le voyageur de commerce français Émile Diacre en 1926.

## Historique
Le Duhomard est imaginé dans les années 1920 à Massais, dans les Deux-Sèvres, où se tiennent des réunions de voyageurs de commerce. En quelques années, l'événement change plusieurs fois de place, jusqu'aux bords de l'Argenton. Il donne lieu à des dégustations de spécialités régionales, telles que le vin de Thouars, ainsi qu'à des activités populaires de pêche, jeux, tombola. Le nombre de participants grandit rapidement et avec eux celui des voitures, bruyantes, qui font le déplacement. Finalement, un symbole s'impose : un bouchon de radiateur en forme de bouc, représenté en train de fumer une cigarette. 
En 1922, lors de la partie de pêche, Émile Diacre, représentant de commerce originaire de Thouars, aurait pris au bout de sa ligne un homard, crustacé normalement présent uniquement dans les eaux salées. L'événement insolite du « homard de Massais » est mentionné dans les journaux. Quelques années plus tard, en 1926, Émile Diacre revient au banquet avec un nouvel apéritif inspiré de l'incident. Il le nomme le Duhomard. 
L'apéritif est rapidement proposé à la vente et des campagnes de publicité sont financées, associant le homard et le bouc symbole du banquet de Massais. La boisson devient populaire dans le Grand Ouest, notamment grâce aux bars et troquets ainsi qu'aux cheminots de Thouars. Cependant, le Duhomard entre bientôt en concurrence avec des marques d'apéritifs régionales face auxquelles l'entreprise a du mal à lutter. La production se poursuit malgré tout, reprise par le fils d'Émile Diacre, Robert. Dans les années 1960, la boisson est renommée Duhomard Soleil. 
Après quelques années de déclin, le Duhomard est relancé en 1982 à Thouars, lorsque Robert Diacre revend l'entreprise à Daniel Lavault, négociant en vins qui souhaite faire du produit une spécialité culturelle locale. Le 7 septembre 1986, un événement organisé par trois associations thouarsaises célèbre les 60 ans de la boisson, en reconstituant l'ambiance des banquets de Massais. L'une d'entre elles, le Tuar Automobile Club, crée en 1996 la Confrérie de l'ordre du Duhomard afin d'assurer sa promotion en France.  
En 2007, l'entreprise est à nouveau rachetée par Yves Fradin ; il remet en vente le Duhomard blanc et lance un Duhomard aromatisé à la cerise. Depuis le 1er juillet 2011, Les Jardins de l’Orbrie, entreprise fondée en 2001 par Alain Péridy, arboriculteur spécialisé dans le domaine de la pomme et Jacky Collet, consultant, chef de vente et formateur commercial, ont repris la marque et la commercialisent à Bressuire,. 

## Élaboration

### Recette de base
La recette originale est composée de quinquina, très apprécié à l'époque, et d'un mélange d'autres plantes et ingrédients macérés. La composition exacte est tenue secrète, mais certains ingrédients sont connus : écorces d'oranges, plantes aromatiques, moût de raisin, vin et caramel. Après macération pendant plusieurs mois, le Duhomard titre 16° d'alcool.

### Variantes
- Rouge : L’apéritif Duhomard rouge est élaboré à base de vin et d’arômes naturels de gentiane, d’écorces d’oranges douces et amères.
- Blanc : L’apéritif Duhomard blanc est préparé à partir d’arômes naturels d’orange, de quinquina, de cacao et de gentiane.
- Cerise : L’apéritif Duhomard cerise a été élaboré à partir de vin et d’arômes naturels de cerise[6].

Depuis l’été 2019, deux nouvelles boissons effervescentes sont commercialisées :
- le Spritz bio by Duhomard, prêt à déguster ;
- le Limé bio by Duhomard, remise au goût du jour d’une ancienne recette des bals, fêtes de famille et apéritifs associatifs de l’ouest de la France. Il se compose d’une base de vin blanc et de limonade.

## Promotion et publicité
La marque « Duhomard » apparaît en 1926 ; les premières affiches à destination des débitants de boissons sont créées par A. Roland de Saumur avec pour inscription « Quinquina Duhomard » et dans le coin gauche un bouc qui fume.